# Hololena pacifica
Hololena pacifica är en spindelart som först beskrevs av Banks 1896.  Hololena pacifica ingår i släktet Hololena och familjen trattspindlar. Inga underarter finns listade i Catalogue of Life.